# Francisco Fernández de Castro Andrade
Francisco Fernández de Castro Andrade Lignano de Gattinara (Roma, 1613-Madrid, 6 de diciembre de 1662), IX conde de Lemos, entre otros títulos, y virrey de Aragón.

## Vida
Era hijo de Francisco Ruiz de Castro (1579-1637) —que fue presidente del Consejo de Indias y el Consejo Supremo de Italia, además de virrey de Nápoles desde 1610 hasta 1616— y su esposa Lucrecia Legnano de Gattinara, duquesa de Taurisano. Sucedió en la casa como IX conde de Lemos, VII conde de Andrade, VIII de Villalba y de Castro, y VI marqués de Sarria, títulos que heredó por vía paterna, y duque de Taurisano, que heredó por vía materna.
Fue caballero de la Orden de Santiago, comendador de Hornachos y de Palomas, y también gentilhombre de cámara de Felipe IV. Elegido virrey de Aragón, juró su cargo el 2 de abril de 1650, en Zaragoza.
En 1654 era relevado de sus funciones y, ocho años después, fallecía en Madrid.

## Matrimonio y descendencia
Contrajo matrimonio el 25 de marzo de 1629 con Antonia Girón Enríquez de Rivera, que era hija de Pedro Téllez de Girón, III duque de Osuna, y su esposa Catalina Enríquez de Rivera.
 Con ella tuvo a:
- Pedro Antonio Fernández de Castro, que sucedió a su padre como X conde de Lemos, VIII conde de Andrade etc., y que también fue virrey del Perú.
- Lucrecia de Castro y Portugal, que falleció sin tomar estado.
- María Luisa de Castro Girón y Portugal, que casó con Pedro Nuño Colón de Portugal, VI duque de Veragua y virrey de Nueva España.
- María Catalina, monja del monasterio de la Concepción de Madrid.
- Ana Francisca, monja del monasterio de la Concepción de Madrid.
- Catalina de Castro y Portugal, monja del monasterio de Lerma de las Carmelitas Descalzas de Santa Teresa.